# Marion Forks
Marion Forks az Amerikai Egyesült Államok északnyugati részén, Oregon állam Linn megyéjében elhelyezkedő önkormányzat nélküli település.
Nevét a Marion-patak ágáról kapta.
A település diákjai a Santiam Canyon Tankerület iskoláiban tanulnak. Marion Forkstól délre halkeltető és kemping működik. Kettő erdészeti őrház is szerepel a történelmi helyek jegyzékében.

## Története
1866-ban William Horn itt telepedett le annak reményében, hogy a vasút számára faanyagot értékesíthet, azonban a vonal 35 km-rel odébb épült meg. A telket 1932-ben Scott Young vásárolta meg. Az erdészetnél dolgozó Young fogadót és konyhát épített; a mai Marion Forks Étterem ezekből alakult ki. A létesítmény 1947-ben és 1972-ben is leégett, de újjáépítették. A Detroit gát megépültével a térség halállománya jelentősen csökkent, ezért 1951-ben halkeltetőt létesítettek.

## Days Gone
A település szerepel a Days Gone akció-kalandjátékban.

## Fordítás
- Ez a szócikk részben vagy egészben  a   Marion Forks, Oregon című angol Wikipédia-szócikk ezen változatának fordításán alapul.  Az eredeti cikk szerkesztőit annak laptörténete sorolja fel. Ez a jelzés csupán a megfogalmazás eredetét és a szerzői jogokat jelzi, nem szolgál a cikkben szereplő információk forrásmegjelöléseként.